# Думерг, Гастон
Пьер Поль Анри́ Гасто́н Думе́рг (фр. Pierre Paul Henri Gaston Doumergue; 1 августа 1863, Эг-Вив, департамент Гар — 18 июня 1937, Эг-Вив, департамент Гар) — французский государственный и политический деятель, 13-й президент Франции (Третья республика в 1924—1931).

## Биография
Сын Пьера Думерга, хозяина винодельни из Эг-Вива, Гастон Думерг происходил их старинной лангедокской протестантской семьи. Большое влияние на формирование его взглядов оказала его мать, Франсуаза Паттус, привившая ему светские убеждения и восхищение республиканскими идеями. Получил юридическое образование в колледже Нима и в Париже. В 1890-м получил место судьи в Ханое, однако уже через год вернулся во Францию, чтобы вступить в наследство. Избирался депутатом парламента в 1893 и 1898 г. Он так же присутствовал на банкете, устроенном в Лионе президентом Сади Карно 24 июня 1894 года, на котором последний был смертельно ранен итальянским анархистом Казерио. Это событие заставило Думерга осознать серьезность и опасность осуществления власти. Думерг поддерживал пересмотр дела Дрейфуса и выступал в защиту мелких предпринимателей, что позволило ему переизбраться в 1902 году
Начинал как радикал, в поздние годы — консерватор без определённой партии. Первый министерский портфель (министра колоний) получил в 1902 году, в декабре 1913 — июне 1914 премьер-министр и министр иностранных дел; затем вновь возглавлял МИД в первые месяцы Первой мировой войны. С 1914 по 1917 год опять министр колоний; в начале феврале 1917 года возглавил французскую делегацию на Петроградской конференции союзных держав.
В 1923—1924 годах председатель Сената.
Избран президентом республики после отставки А. Мильерана и занимал пост один полный семилетний срок.
Во время его правления в апреле 1925 года ухудшились отношения Франции с СССР, но был продолжен курс на умиротворение Германии и сотрудничество с англо-американской дипломатией. Символом новой стратегии стало заключение Рейнского гарантийного пакта на конференции в Локарно в 1925 году. Однако тогда же правительство развязало и две колониальные войны — в Марокко и Сирии. Колониальные войны стали непосильным бременем для бюджета. Началось стремительное падение курса франка. Если в мае 1926 года фунт стерлингов стоил 170 франков, то в июле — уже 250 франков. Дополнительная эмиссия 7,5 млрд франков, санкционированная парламентом для спасения бюджета, грозила финансовой катастрофой. Эти проблемы в сочетании с острой дискуссией по поводу колониальных войн стали поводом для распада правительственной коалиции «Картеля левых».
В июле 1926 года после сложных переговоров в парламенте была сформирована новая правительственная коалиция, получившая название «Национальное единение». В её состав вошли как республиканские партии, так и радикалы с республиканскими социалистами. Политический маятник вновь качнулся вправо, но на этот раз правительство могло опираться и на голоса депутатов из левого центра. Лидером коалиции стал бывший президент страны Раймон Пуанкаре, пользовавшийся полным доверием и поддержкой французских и международных деловых кругов. Главной задачей правительства была финансовая стабилизация, достижение которой предстояло обеспечить даже ценою самых непопулярных мер.

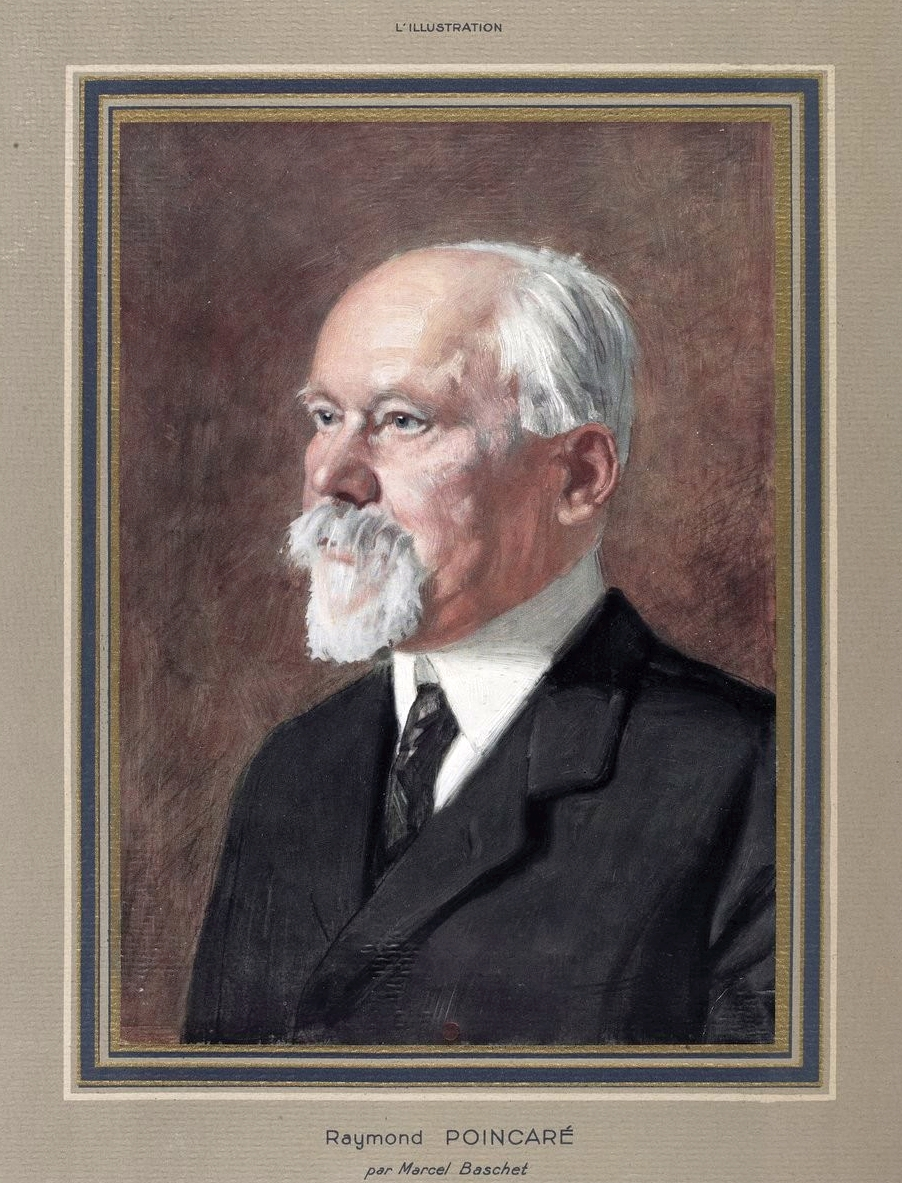
Глава правительства Третьей республики во Франции Раймон Пуанкаре

Предпринятая благодаря девальвации франка и другим мерам стабилизация национальной финансовой системы определила уверенный промышленный рост Франции в конце 1920-х годов. В 1927 году французское промышленное производство уже в три раза превысило довоенный уровень. Значительно возросла доля промышленных инвестиций в общей структуре производственных расходов, изменилась их география — все большую роль играл новый юго-восточный промышленный район. Увеличилось и производственное инвестирование в колониях — с 10 до 20 %. Это позволило довести в течение последующих десяти лет долю колоний в экспорте с 9 до 28 % и в импорте с 12 до 24 %. Впервые за долгое время начала ощущаться нехватка рабочих рук — Франция в эти годы стала единственной в Европе страной, где наблюдался приток рабочей силы из-за рубежа.
В 1929 году капиталистический мир вступил в период самого глубокого экономического кризиса за всю свою историю. Однако Франция, в отличие от США, Великобритании, Германии, втягивалась в кризис постепенно, фактически лишь с 1930 года. Пик же падения производства (на 44 %) пришёлся только на 1932 год. Причинами такой необычной динамики было использование немецких репарационных выплат для стимулирования производства, сохранение большого количества рабочих мест в северо-восточных департаментах, восстанавливаемых после мировой войны, повышение экспорта после девальвации франка и, наконец, развертывание широкой программы милитаризации экономики. Эта мера была вызвана сугубо политическим причинами — провалом попыток форсировать европейский интеграционный процесс и создать на его основе систему коллективной безопасности в Европе. В итоге именно накануне мирового экономического кризиса Франция начало осуществление крупной инвестиционной программы по созданию оборонительной линии на границе с Германией, увеличению и перевооружению армии. Этот проект на несколько лет обеспечил устойчивое положение французской металлургической, машиностроительной, военной промышленности.

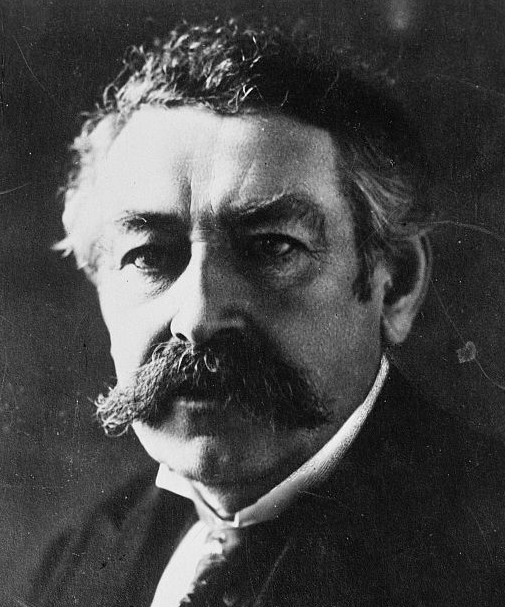
Глава МИДа Франции А. Бриан

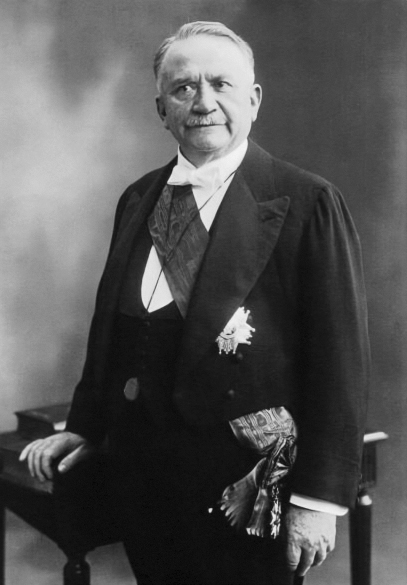
Президент Франции Гастон Думерг в 1924 г.

После ухода Пуанкаре с поста председателя правительства в июле 1929 года безуспешную попытку воссоздать правоцентристскую коалицию предпринял министр иностранных дел Аристид Бриан. Однако возглавляемый им кабинет просуществовал лишь три месяца. Впоследствии Бриан сохранил пост министра иностранных дел, но и в этой сфере его деятельность утратила былую эффективность. Несмотря на активные попытки придать второе дыхание европейскому интеграционному процессу, французской дипломатии так и не удалось сформировать на этой основе достаточно стабильную систему взаимоотношений европейских держав. Все большее недовольство в стране вызывала пацифистская политика в отношении Германии, в том числе присоединение Франции к плану Юнга, досрочная эвакуация оккупационных войск из Рейнской зоны. Ситуация в Европе становилась все более напряжённой, и это давало дополнительные преимущества тем политическим силам, которые ратовали за наращивание военной мощи, возвращение к традициям «сильной политики».
На второй срок Гастон Думерг не баллотировался, но остался в политике и после ухода из Елисейского дворца в 1931 году, ещё раз был премьер-министром после ультраправого путча (февраль — ноябрь 1934, возглавлял консервативное «правительство национального единства»). Заняв левоцентристское положение на политической арене в течение своего первого срока, он постепенно сблизился с правоцентристскими независимыми радикалами во время своего президентства. Цель состояла в том, чтобы реформировать институты, чтобы уменьшить нестабильность в министерствах. Эта попытка не увенчалась успехом: из-за слабого здоровья Думергу трудно выступать в качестве арбитра в одном из тех кабинетов, на которые обычно возлагают самые большие надежды, потому что они символизируют единство нации, но которые на самом деле состоят из министров со всех концов политической арены и которые не ладят. Однако в государственных финансах наблюдается оживление, в результате чего в период с марта по июнь курс государственных заимствований вырос на десять-двенадцать пунктов. Этот короткий период был нестабилен, характеризовался ростом фашистских настроений во Франции и формированием левого антифашистского фронта; в октябре 1934 года болгарскими националистами (Черноземски) в Марселе был убит министр иностранных дел в правительстве Думерга, Луи Барту.
После отставки своего кабинета Думерг ушёл на покой и умер в своём родном городе Эг-Вив (юг Франции, департамент Гар).

## Интересные факты
- Думерг был единственным президентом Франции — протестантом и единственным главой французского государства со времён Хлодвига, не принадлежавшим к римско-католической церкви (не считая перешедшего в католицизм Генриха IV Бурбона).
- Думерг был масоном и с 1901 года состоял в масонской ложе «Эхо» Великого востока Франции[4].
- Кроме того, Гастон Думерг стал одним из двух президентов (вторым был Николя Саркози), вступивших в брак в должности. 1 июня 1931 года 68-летний президент Франции, ранее холостой, женился на Жанне-Мари Госсаль (1879—1963). Как и в случае с Саркози, брак был заключён мэром VIII округа, явившимся специально в Елисейский дворец.
- В 1924 году во время президентства Г. Думерга Франция принимала VIII летние Олимпийские игры, которые проходили во второй раз в городе Париже. При этом он сам открывал эти игры.
- Одним из вариантов наименования лайнера «Нормандия» было предложение назвать в честь Думерга «Президентом Думергом».

## Первое министерство Думерга (9 декабря 1913 — 9 июня 1914)
- Гастон Думерг — председатель Совета Министров и министр иностранных дел;
- Жозеф Нуланс — военный министр;
- Рене Реноль — министр внутренних дел;
- Жозеф Кайо — министр финансов;
- Альбер Метен — министр труда и условий социального обеспечения;
- Жан-Батист Бьенвеню-Мартен — министр юстиции;
- Эрнест Монис — морской министр;
- Рене Вивиани — министр общественного развития и искусств;
- Морис Рейно — министр сельского хозяйства;
- Альбер Лебрен — министр колоний;
- Фернан Давид — министр общественных работ;
- Луи Мальви — министр торговли, промышленности, почт, и телеграфов.

### Изменения
- 17 марта 1914 — Рене Реноль наследует Кайо как министр финансов. Луи Мальви наследует Ренолю как министр внутренних дел. Рауль Пере наследует Мальви как министр торговли, промышленности, почт, и телеграфов.
- 20 марта 1914 — Арман Готье де Л’Од наследует Монису как морской министр.

## Второе министерство Думерга (9 февраля — 8 ноября 1934)
- Гастон Думерг — председатель Совета Министров;
- Луи Барту — министр иностранных дел;
- Филипп Петен — военный министр;
- Альбер Сарро — министр внутренних дел;
- Луи Жермен-Мартен — министр финансов;
- Адрьен Марке — министр труда;
- Анри Шерон — министр юстиции;
- Франсуа Пьетри — военно-морской министр;
- Гийом Бертран — министр торгового флота;
- Виктор Денэн — министр авиации;
- Эме Берто — министр национального образования;
- Жорж Риволле — министр пенсий;
- Анри Кей — министр сельского хозяйства;
- Пьер Лаваль — министр колоний;
- Пьер-Этьен Фланден — министр общественных работ;
- Луи Марен — министр здравоохранения и физической культуры;
- Андре Малларм — министр почт, телеграфов и телефонов;
- Люсьен Лямурё — министр торговли и промышленности;
- Эдуар Эррио — государственный министр;
- Андре Тардьё — государственный министр.

Изменения
- 13 октября 1934 — Пьер Лаваль наследует Барту (убитому 9 октября) как министр иностранных дел. Поль Маршандо наследует Сарро как министр внутренних дел. Луи Роллен наследует Лавалю как министр колоний.
- 15 октября 1934 — Анри Лемери наследует Шерону как министр юстиции.